# Immatain
Immatain (àrab: إماتين, Immātayn) és una vila palestina de la governació de Qalqilya, a Cisjordània, situada 17 kilòmetres al sud-oest de Nablus. Segons l'Oficina Central Palestina d'Estadístiques tenia 2.973 habitants el 2016.

## Geografia
Les terres de la vila són plenes d'oliveres, forest i vegetació florent i és una important zona agrícola. L'economia d'Immatain es basa en agricultura i el suport dels descendents que resideixen a l'estranger. La localitat més propera és el poblela vila de Fara'ata, que està a uns quilòmetres de distància. Immatain i els pobles circumdants fan l'àrea d'Amra. Aquestes viles són Fara'ata, Jit, Kafr Qaddum, Baqat al-Hatab, Hajja, Jinsafut i Al-Funduq.

## Història
A la vila s'hi ha trobat restes de ceràmica romana d'Orient.

### Època otomana
Immatain i Fara'ata foren incorporades a l'Imperi Otomà en 1517 amb la resta de Palestina, i en 1596 Immatain apareixia als registres fiscals com a Matin, com a part de la nàhiya de Jabal Qubal a la liwà de Nablus. Tenia una població de 20 llars i 1 solter, tots musulmans. Els vilatans pagaven un impost fix del 33,3% en un nombre de collites, inclosos blat, ordi, cultius d'estiu, olives, cabres i ruscs; un total de 3.000 akçe.
En 1838, Amatin fou registrada com a situada a Jurat Amra, al sud de Nablus.
En 1870 l'explorador francès Victor Guérin va visitar Fara'ata (ara part d'Immatain), i la va descriure com "un petit nombre" d'habitants, amb algunes cisternes i restes d'un sarcòfag de pedra recordant una història antiga.
En 1882 el Survey of Western Palestine del Fons per a l'Exploració de Palestina va descriure Immatain com «una vila de dimensions moderades en el vessant del turó, amb algunes oliveres." Fara'ata fou descrita com una "petit poble d'aparença antiga, situat en un […] monticle, amb una tomba tallada en roca cap al sud i un Mukam sagrat a l'est.» Fara'ata era esmenada en la Crònica Samaritana (del segle xii) sota el nom d'Ophrah, encara que s'ha conegut sota el seu nom actual des del segle xiv.

### Mandat Britànic
Segons el cens organitzat en 1922 per les autoritats del Mandat Britànic Immatain (anomenada "Ammatain") tenia 234, mentre que Far'ata tenia 36, tots musulmans. En el cens de Palestina de 1931 Immatin tenia 67 cases i una població de 334, mentre que Far'ata tenia 47, en un total d'11 cases, ocupades totes per musulmans.
En 1945 la població d'Immatin era de 440 musulmans, mentre que l'àrea de terra era de 7,155 dúnams, segons un cens oficial de terra i població. D'aquests, 967 eren per plantacions i terra de rec, 3,067 per a cereals, mentre que 32 dúnams eren sòl edificat. La propietat de la terra a Immatain en 1945 era:
| Ethnic group | Superfície de terra (en dúnams) | Propietat de la terra (%) |
| ------------ | ------------------------------- | ------------------------- |
| Àrab         | 7,152                           | 99.9%                     |
| Jueu         | 0                               | 0%                        |
| Cristià      | 0                               | 0%                        |
| Public       | 3                               | 0.0004%                   |

Pel que fa a l'ús de la terra en 1945 era:
| Tipus d'ús            | Dumans | Percentatge |
| --------------------- | ------ | ----------- |
| Regadiu i plantacions | 967    | 8%          |
| Oliveres              | 1,042  | 9%          |
| Cereal                | 3,067  | 25%         |
| Urbanitzat            | 32     | 0.3%        |
| Cultivable            | 4,034  | 33%         |
| No cultivable         | 3,089  | 24.7%       |
| Total                 | 12,240 | 100%        |

En 1945 la població de Far'ata era de 70 musulmans, mentre que l'àrea total de terra era de 1.664 dúnams, segons un cens oficial de terra i població. D'aquests, 56 eren de plantacions i regadius, 961 per cereals, mentre 10 dúnams eren sòl urbanitzat.

### Després de 1948
Després de la de la Guerra araboisraeliana de 1948, i després dels acords d'Armistici de 1949, Immatain va restar en mans de Jordània. Després de la Guerra dels Sis Dies el 1967, ha estat sota ocupació israeliana.